# Ергастерій
Ергастерій (грец. ergasterion — робоче місце) — реміснича майстерня в полісах Греції, на елліністичному Сході, у східних провінціях Римської імперії, а також у Візантії, заснована переважно на експлуатації рабської праці. Число рабів у ній було невеликим: від 3 до 10, е. з 30 рабами вважався вже значним виробництвом. У IV ст. до н. е. кількість рабів у найбільших майстернях могла досягати 100 чол. Разом з рабами в ній трудилися і вільні громадяни, включаючи і власників майстерень.